# 布山タルト
布山 タルト（ふやま たると、1973年 - ）は、日本のアニメーター。東京芸術大学教授。妻はCGアーティストの季里。

## 来歴
慶應義塾大学環境情報学部卒。慶應義塾大学大学院政策・メディア研究科修士課程修了。在学中よりアニメーション制作に取り組む。
岐阜県立国際情報科学芸術アカデミー助手（1997年 - 2001年）、情報科学芸術大学院大学助手（2001年 - 2002年）、同専任講師に昇格（2002年 - 2004年）、フリーランス（2004年 - 2008年）、文星芸術大学美術学部専任講師（2008年 - 2011年）、東京芸術大学大学院映像研究科准教授（2011年 - 2014年）、2014年に同教授に昇格。
18歳のときの「シネカリグラフ」という技法を用いた記号が戯れるアニメーションを初制作。
ジム・ウードリングのコミック「FRANK」、杉浦茂の漫画「SFの助」のアニメーション化などを行い、紙メディアと映像メディアの両者をつなぐ作品や子供向けアニメーションの制作機器の企画開発を行う。

## 受賞歴
- 第7回文化庁メディア芸術祭アニメーション部門優秀賞